# Fernanda Cornejo

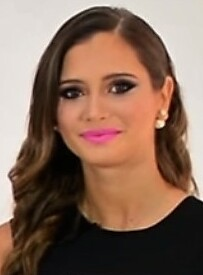
Fernanda Cornejo

María Fernanda Cornejo Alfaro (Quito, 21 agosto 1989) è una modella ecuadoriana incoronata Miss International 2011 il 7 novembre 2010 a Chengdu in Cina.

## Biografia
Nata a Quito, Fernanda Cornejo vive e lavora come modella professionista a Guayaquil, Ecuador. Ha frequentato l'UEES e parla fluentemente spagnolo e inglese.
Alta un metro e settantotto, la Cornejo ha partecipato in veste di rappresentante della provincia di Pichincha, è stata una delle concorrenti favorite alla vittoria del titolo di Miss Ecuador 2011, trasmesso dal vivo il 17 marzo 2011 da Santo Domingo, dove ha ottenuto il titolo Best National Costume ed ha ottenuto la terza posizione, ottenendo quindi il diritto di rappresentare la propria nazione a Miss International 2011.
Come rappresentante ufficiale dell'Ecuador, la Cornejo ha gareggiato nell'edizione del 2011 di Miss International. La detentrice del titolo uscente, la venezuelana Elizabeth Mosquera ha incoronato Fernanda Cornejo, vincitrice del titolo di Miss International 2011.